# 上海碧云良千足球俱乐部
上海碧云良千足球俱乐部（Shanghai Biyun Liangqian FC）是一支已经解散的半职业性质的足球俱乐部，成立于2001年，位于上海浦东，主场设在金桥镇碧云国际社区的碧云国际体育休闲中心，是浦东地区较知名的外国人聚居区。球队曾於2002年丙级和2003年乙级時冠名為上海科化足球俱乐部（Shanghai Coerver FC），参加过中国足球乙级联赛和丙级联赛。

## 历史
球队成立于2000年，当时的名称是上海良千足球俱乐部，名称中的良千是“2000”的谐音。後於2002年冠名为上海科化良千。
球队由外国友人和中国人共同创建，有着外资背景，乘其资源上的优势，还聘请了前英格兰青年队和中国青年队主教练基斯·布伦特担任教練，這在业余球队中非常罕见。

## 球员
碧云良千的球员中几乎没有职业球员，大多是一些20岁不到的业余选手，以及一些资格较老的前上海有线02的球员。

## 战绩
在联赛领域，該球隊参加过2002年的业余丙级联赛和2003赛季的乙级联赛，但是最终都未能小组出线。球队於2005赛季乙级联赛开赛前退出，此后球队再也没在各级赛场上出现过。
| 年 份  | 事 件                            |
| ------ | -------------------------------- |
| 2000年 | 球隊成立                         |
| 2002年 | 丙级联赛四强                     |
| 2003年 | 乙級聯賽複賽南區第六名，未出線   |
| 2004年 | 乙级联赛预赛南区第九名，未出线   |
| 2005年 | 俱乐部球员大多被挂牌，球队解散。 |

### 02赛季丙级联赛球员名单
- 领队：郝青
- 教练员：科林·托尔、基斯·布伦特

|  | - 1 王 军 - 2 张 巍 - 3 孟 斌 - 4 王 乐 - 5 陈 嘉 - 6 刘大祥 - 7 韦立伟 - 8 黄 玮 - 9 袁德清 - 10 施承辞 |  | - 11 曹 悦 - 12 冯 璟 - 14 章 琪 - 15 王 焱 - 16 刘 骏 - 17 赵丽斌 - 18 王卓磊 - 19 陈 伟 - 21 张弘毅 - 22 胡鞠鸣 |